# Олдегове (Гронінген)
Олдегове (нід. Oldehove) — село в нідерландській провінції Гронінген. Входить до муніципалітету Вестерквартір.
Його площа становить 0,64км², а населення станом на 2021 рік складало 1 325 осіб.
До 1990 року мало статус окремого муніципалітету, після чого було об'єднано з Зейдгорном. Збереглося приміщення мерії, серед примітних споруд у селі також є два вітряки та три церкви.

## Галерея

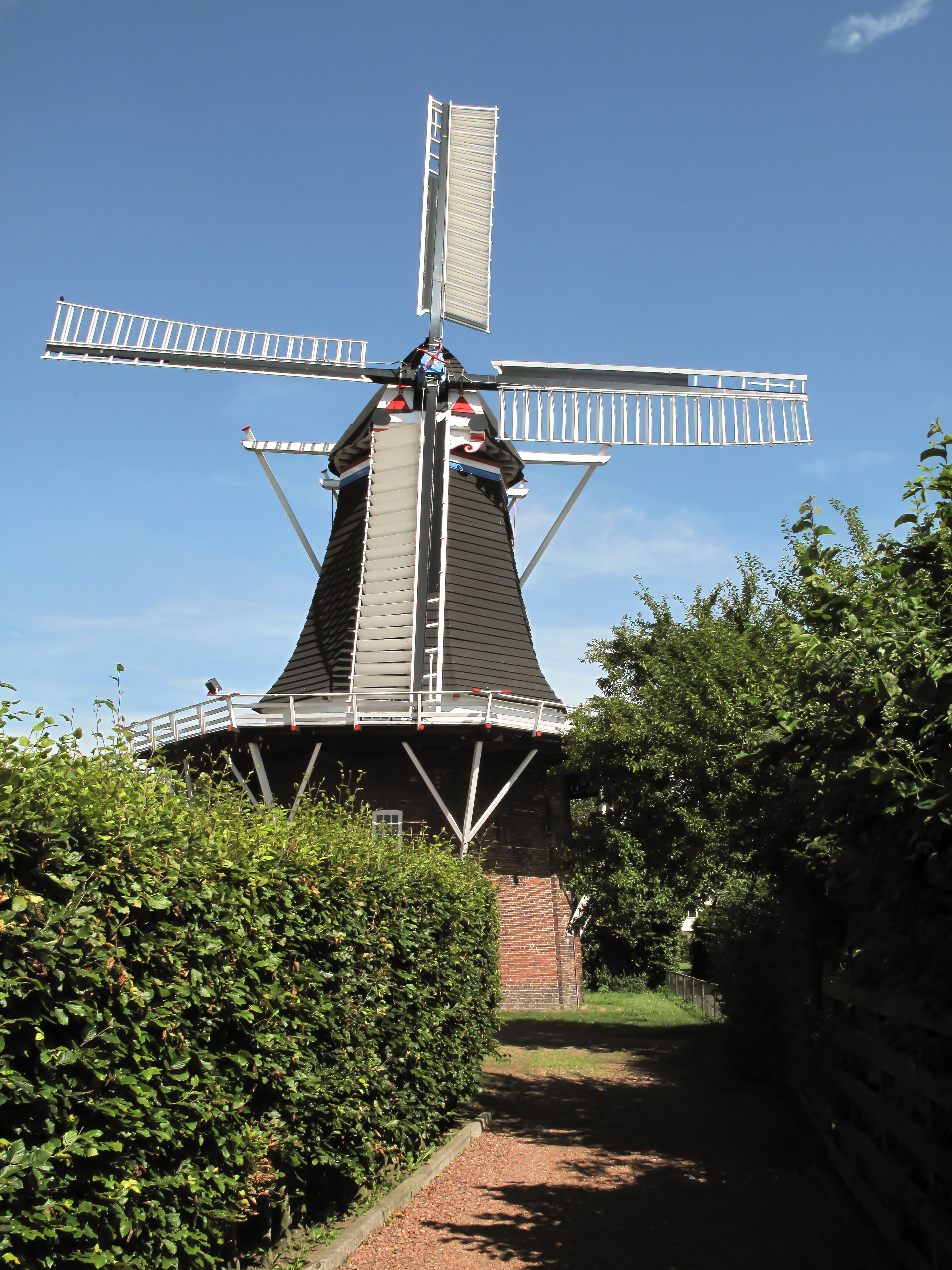
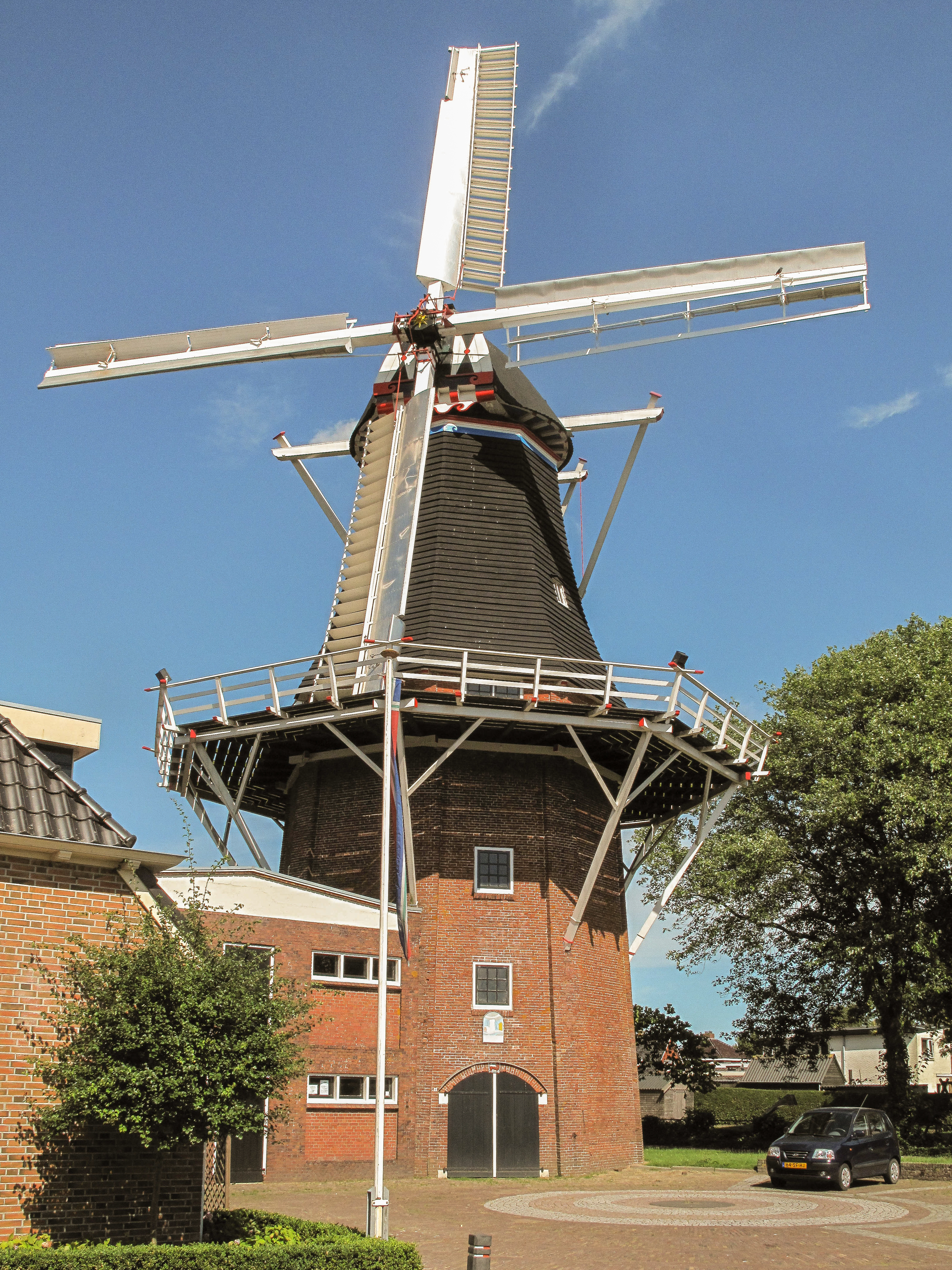